# Crespino
Crespino (Crespìn in dialetto ferrarese) è un comune italiano di 1 738 abitanti della provincia di Rovigo in Veneto, situato a circa 20 km da Adria e 17 km da Rovigo.

## Storia
Nel 1805 a Crespino cominciò una protesta contro le tasse, nella quale una cinquantina di lavoratori devastarono il municipio e distrussero i registri. Arrivarono rinforzi dai comuni limitrofi, la milizia locale fu disarmata e le porte della città aperte agli austriaci. Quando la notizia arrivò a Napoleone, egli l'11 Febbraio 1806, al palazzo delle Tuileries a Parigi, firmò un decreto punitivo contro i crespinesi. Dovevano pagare il doppio di tasse  ed essere puniti con la pena del bastone al posto di quella del carcere. Alla fine la cittadina fu graziata in cambio della fucilazione di un pescivendolo ("La forza del destino. Storia d'Italia dal 1796 a oggi" di Christopher Duggan).
Di antica origine, Crespino fino al 1815 è rimasto parte del territorio ferrarese d'oltre Po (Vedi Transpadana ferrarese). Dopo la seconda guerra mondiale l'Italia aveva ricominciato la sua ripresa economica e la ricostruzione. Crespino nel 1951 fu colpita da un grave disastro, un'alluvione che coinvolse tutta l'area del Polesine e la popolazione si vide costretta ad emigrare nelle zone più settentrionali del paese. Le città che furono meta per la maggior parte di questa migrazione furono Milano, Torino e Bolzano.
Il dimezzamento della popolazione locale a causa dell'alluvione ha sicuramente influenzato il futuro del piccolo comune veneto.
Attualmente la sua popolazione supera di poco le due migliaia di abitanti ed è in costante flessione.
Nella sua grande piazza Fetonte e nella sua ampia Chiesa, Crespino mostra i tratti di un comune che nella storia ha sempre avuto un ruolo importante nella cultura Ferrarese e Polesana e di commercio con le città emiliane adiacenti alla riva del Po.

## Monumenti e luoghi d'interesse

### Architetture religiose

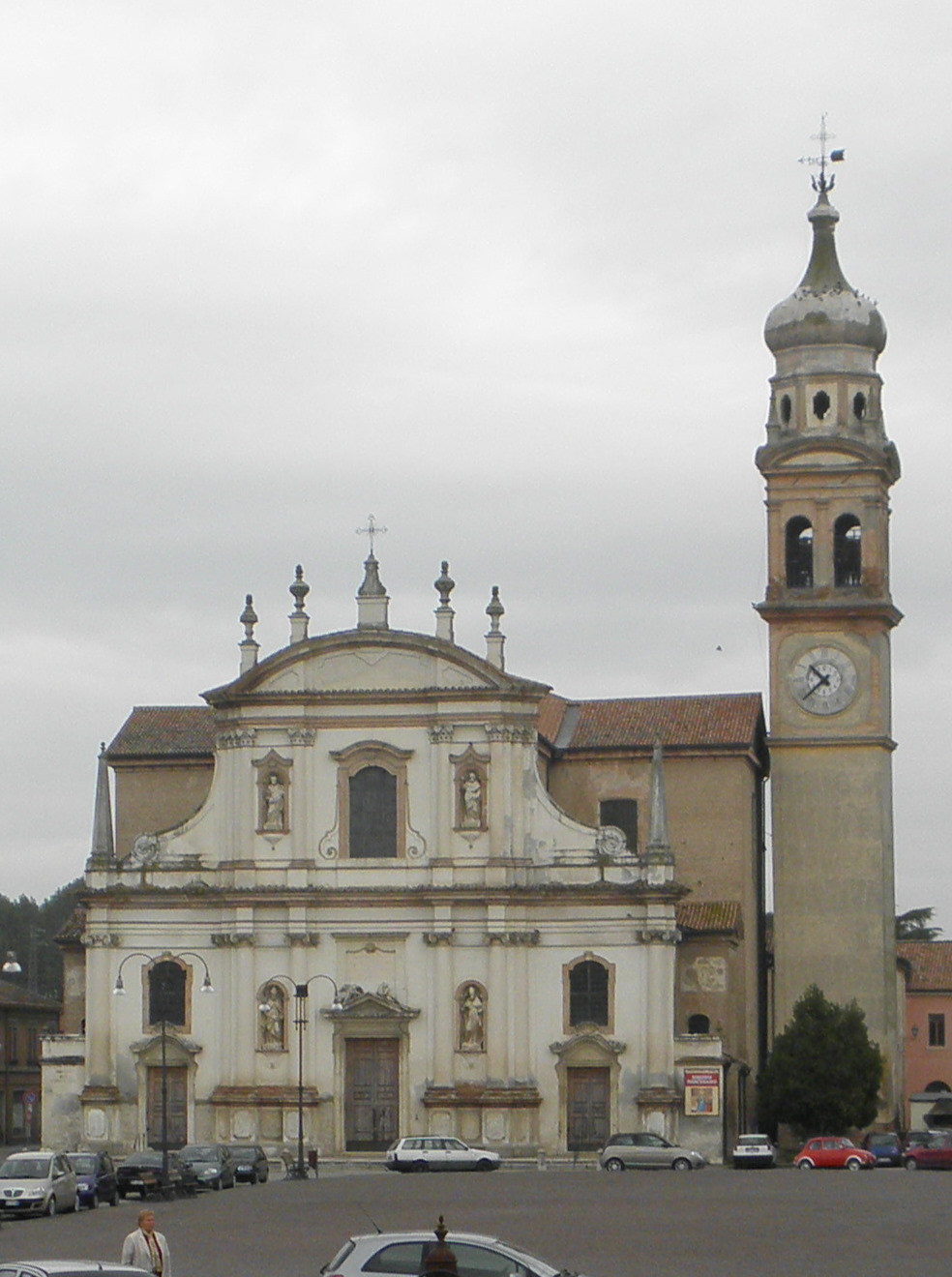
Chiesa dei Santi Martino e Severo

Chiesa arcipretale dei Santi Martino e Severo
L'edificio, che risale alla fine del XVIII secolo, è sorto sul luogo delle due preesistenti chiese edificate, la prima, precedentemente all'anno1473. Iniziata nel 1754, su progetto di Angelo Santini, che ne diresse anche i lavori, ed ultimata nel 1777, rimase sotto la giurisdizione dell'allora arcidiocesi di Ravenna fino al 1818, quando il territorio passò all'allora diocesi di Adria.
Caratterizzata da un'architettura barocca la chiesa, affacciata alla centrale piazza Fetonte, presenta un'imponente facciata tipica del barocco romano, tripartita e impreziosita da un frontone curvilineo spezzato, semicolonne e quattro nicchie che accolgono altrettante statue di santi.
Chiesa di San Cassiano Martire
Citata anche come oratorio e poi chiesa dei Santi Ippolito e Cassiano, la chiesa è situata a San Cassiano, frazione all'estremità settentrionale del territorio comunale. Già presente come oratorio nei documenti all'inizio del XVII secolo, si presenta nell'aspetto dovuto alle ristrutturazioni del secolo successivo che, come da prassi in quei tempi, introducevano influssi neoclassicheggianti, Tra il 1818 e il 1819, a seguito di una ridistribuzione del territorio amministrato dalla Chiesa, passò anch'essa dall'arcidiocesi di Ravenna alla diocesi di Adria, come la parrocchiale dei Santi Martino e Severo del capoluogo, quella di San Lorenzo a Selva e quella di Sant'Apollinare, nell'odierna omonima frazione del comune di Rovigo.
Chiesa di San Lorenzo Diacono e Martire
L'edificio, che ottiene di essere sede parrocchiale dal 1959, si trova al centro della frazione Selva e risale alla prima metà del XIX secolo.
Oratorio di Santa Maria Madre della Misericordia
Si tratta di una piccola chiesa costruita sulle rovine di un'antica cappella paleocristiana verso la metà del 1700. Per secoli la chiesa venne utilizzata come luogo di culto finché nella Seconda guerra mondiale i tedeschi la usarono come deposito d'armi. La chiesa sopravvisse ai bombardamenti ma l'alluvione del Polesine del novembre 1951 danneggiò la struttura in modo molto serio, con il rischio di essere demolita. Gli abitanti del paese organizzarono una serie di iniziative per raccogliere i fondi sufficienti per eseguire i lavori di ristrutturazioni, ricordati all'interno della chiesa con le foto dei contributori.

### Architetture civili

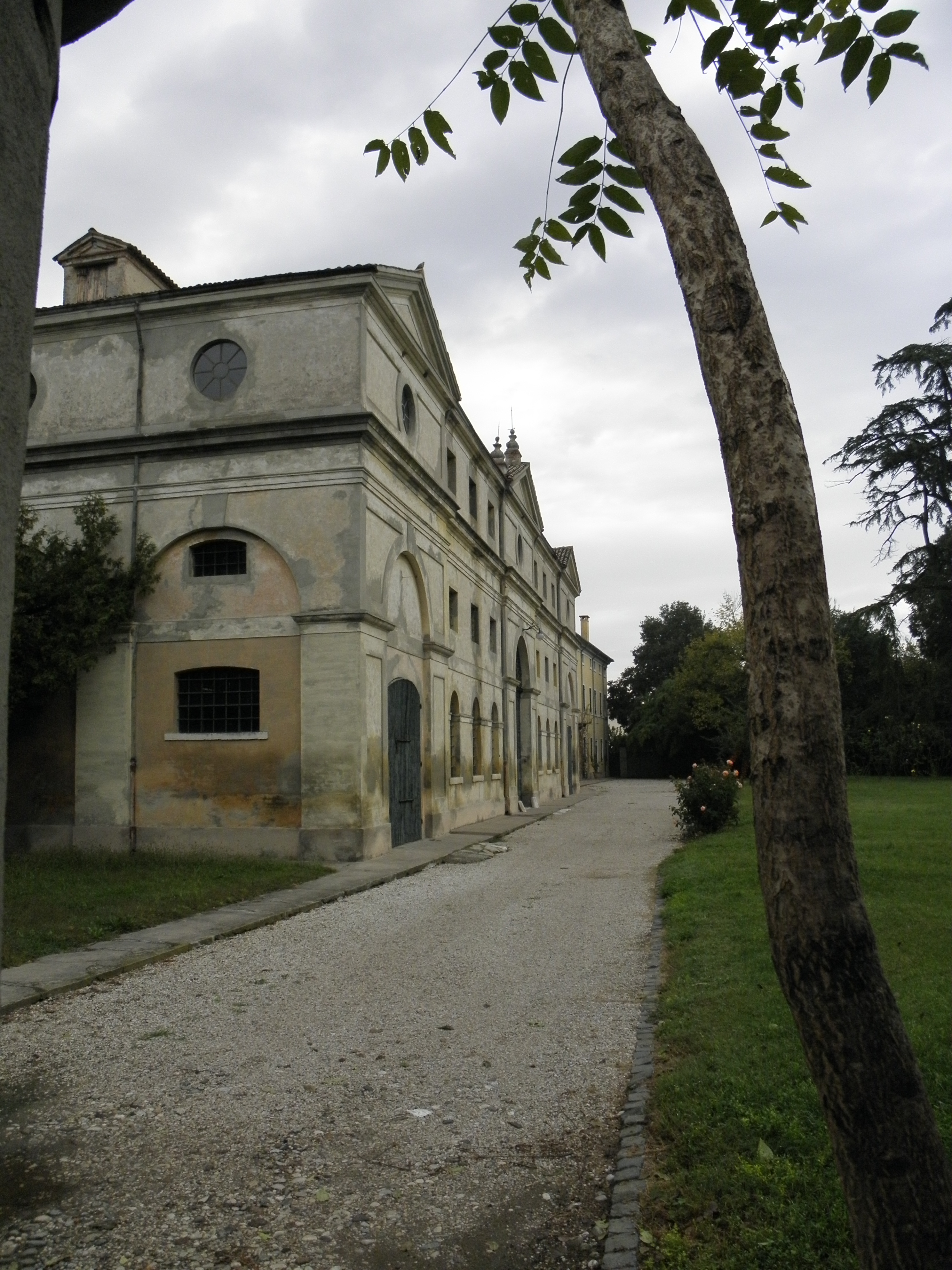
Vista laterale destra della Villa Marzolla.

- Palazzo Municipale
- Villa P.Pio Falcò
- Villa Sarti Savonarola
- Villa Tisi
- Villa Marzolla
- Casa Carravieri

### Altro

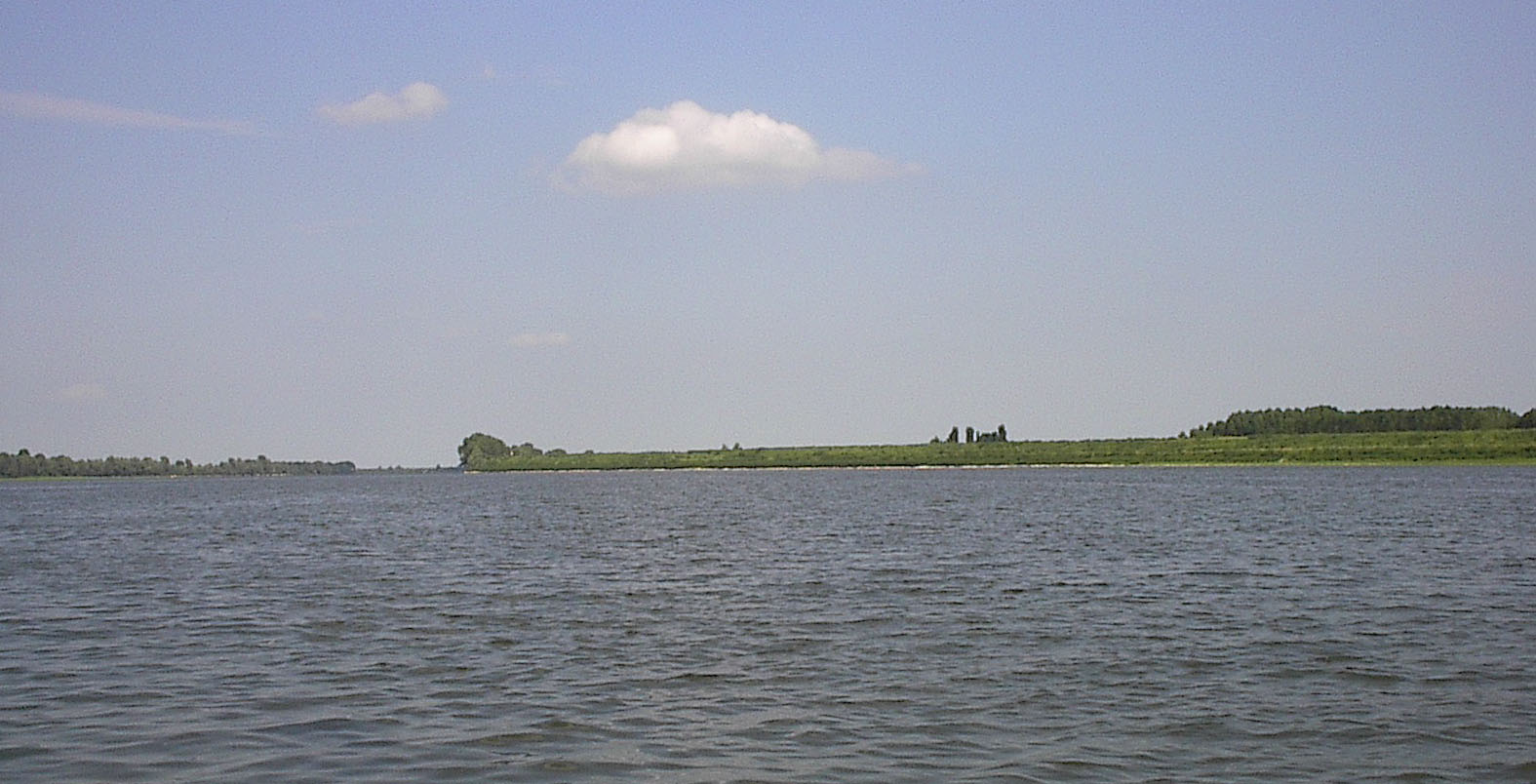
Tratto del fiume Po a Crespino

- Museo delle Acque di Crespino : dedicato alla vita sociale e lavorativa del centro legato alle attività commerciali, ora scomparse, legate alla vicinanza del fiume Po.
- Museo della Canonica, dedicato a rappresentazioni religiose.
- Museo dei Bersaglieri, dedicato al corpo locale dei Bersaglieri, con numeri reperti e armamenti della I e II Guerra Mondiale.

## Società

### Evoluzione demografica
Abitanti censiti

## Cultura

### Il mito di Fetonte
Una delle grandi leggende, riguardanti il paese di Crespino, è quella legata a Fetonte, una figura della mitologia greca, raffigurato nel gonfalone del Comune.
La leggenda vuole che il giovane Fetonte sia caduto proprio nelle vicinanze di Crespino, a pochi chilometri dall'inizio del delta del Po. Fetonte, figlio di Elio e della Oceanina Climene, venne offeso da Epafo, il quale sosteneva che il giovane non fosse figlio del Sole. Fetonte, in lacrime per l'insulto subito, supplicò la madre Climene di dar prova della sua paternità e del suo valore, permettendogli di guidare per una volta il carro solare. La madre chiese al Sole se il giovane figlio potesse guidare il carro solo per una volta, ed il padre lo accontentò avvertendolo della grande difficoltà nel portare i maestosi cavalli. Fetonte, bramoso di dar prova del suo valore, balzò sul carro e senza ascoltare il padre cominciò il suo volo. I cavalli s'imbizzarrirono e si avvicinarono alla sfera terrestre, provocando disastri, incendi e siccità. Per evitare la distruzione della terra, il giovane Fetonte andava fermato e per fare ciò Zeus, padre degli Dei, scagliò una saetta, catapultando il giovane dio nel Po. Subito accorsero le sorelle Eliadi che disperate per l'incidente si misero a piangere. Zeus, dispiaciuto, decise di fermare il loro dolore tramutandole in pioppi, e le loro lacrime in ambra.
Ancora oggi, Crespino porta con sé questa leggenda, dando il nome del piccolo dio alla piazza principale, di fronte alla Chiesa dei SS. Martino e Severo. Lo stemma che riproduce il mito è di forma ovoidale e vede raffigurato Fetonte incoronato che precipita sulle onde del Po dopo aver perduto la guida dei cavalli. Nel tempo subì varie modifiche: il più antico e conosciuto è quello inciso sui fascicoli delle Leggi di Napoleone serbate nell’archivio comunale. Nel 1868 venne ancora una volta modificato grazie alle indicazioni fornite da Francescantonio Bocchi di Adria e posto sulla porta del Municipio. Nel 1904 venne rifatto un’ulteriore volta dal Professore Migliorini e rimase ufficialmente lo stemma del comune. Lo stemma è contenuto nello scudo araldico sorpassato dalla corona turrita approvata dalla R. Consulta Araldica per i comuni superiori ai tremila abitanti con disposizione del 4 Maggio 1870. Lo scudo ha nella parte inferiore un nastro con il sentenza latina del poeta Marziale: “Phaetontei Arva Padi” (le terre del Po fetonteo).

### Media

#### Televisione
Crespino fece da sfondo storico-cinematografico allo sceneggiato Rai in cinque puntate Il mulino del Po del 1963 (poi replicato in quattro puntate nel 1972), diretto dal regista televisivo Sandro Bolchi, tratto dall'omonimo romanzo di Riccardo Bacchelli.
Qualche anno dopo la grande Alluvione del 1951, a Crespino la Telesquadra della RAI di Torino tenne uno spettacolo in piazza il 31 luglio 1957. Allo spettacolo, ripreso dalla magnifica sala del Municipio, parteciparono il locale Complesso Polifonico, Rino Turcato, il musicista Bruno Ronconi, il pianista Benito Carravieri, il cantante Giuliano Pozzati, il soprano Gianna Buniato e il coro di fanciulli diretto da Lino Finotti.
A Crespino vennero girate anche alcune scene dei seguenti film:
- L'estate di Davide di Carlo Mazzacurati (1998)
- Baciami piccina di Roberto Cimpanelli (2006)
- Lascia perdere, Johnny! di Fabrizio Bentivoglio (2007)
- Il grande passo di Antonio Padovan (2019)

Uno scorcio di piazza Fetonte è anche visibile nel documentario di Michelangelo Antonioni "Gente del Po" del 1947

## Amministrazione
| Periodo | Periodo   | Primo cittadino        | Partito                                   | Carica      | Note             |
| ------- | --------- | ---------------------- | ----------------------------------------- | ----------- | ---------------- |
| 1866    | 1875      | Luigi Sarti Savonarola |                                           | Sindaco     |                  |
| 1875    | 1876      | Alessandro Viviani     |                                           | Sindaco     |                  |
| 1876    | 1882      | Gaetano Gardellini     | progressista                              | Sindaco     |                  |
|         | 1883      | Maurizio Vitale Buzzi  |                                           | Comm. pref. |                  |
| 1883    | 1919      | Giuseppe Marzolla      | liberal-moderato                          | Sindaco     |                  |
| 1919    | 1920      | Antonio Princigalli    |                                           | Comm. pref. |                  |
| 1920    | 1921      | Adino Suriani          | PSI                                       | Sindaco     |                  |
| 1921    | 1922      | Omero Marchesi         |                                           | Comm. pref. |                  |
| 1922    | 1925      | Vincenzo Chiarion      |                                           | Sindaco     |                  |
| 1925    | 1926      | Guido Finardi          |                                           | Comm. pref. |                  |
| 1927    | 1932      | Guido Finardi          |                                           | Podestà     |                  |
| 1932    | 1932      | Ernesto Perrotta       |                                           | Comm. pref. |                  |
| 1932    | 1934      | Emilio Totti           |                                           | Podestà     |                  |
| 1934    | 1937      | Luigi Zadra            |                                           | Podestà     |                  |
| 1937    |           | Mario Cogoli           |                                           | Comm. pref. |                  |
|         | 1938      | Italo Bergamo          |                                           | Podestà     |                  |
| 1938    | 1943      | Rodolfo Paganelli      |                                           | Podestà     |                  |
| 1943    | 1944      | Giovanni Balzan        |                                           | Comm. pref. |                  |
| 1944    | 1944      | Giorgio Marzolla       |                                           | Comm. pref. |                  |
| 1944    | 1945      | Alfredo Corsini        |                                           | Comm. pref. |                  |
| 1945    | 1945      | Guido Quaglio          |                                           | Sindaco     |                  |
| 1945    | 1945      | Antonio Bondesan       | PSI                                       | Sindaco     | Nominato dal CLN |
| 1946    | 1951      | Fortunato Pozzati      | PSI                                       | Sindaco     |                  |
| 1951    | 1954      | Pietro Guarato         | PSI                                       | Sindaco     |                  |
| 1954    | 1956      | Spartaco Folchini      | PCI                                       | Sindaco     |                  |
| 1956    | 1960      | Guerrino Lisandrelli   | PSI                                       | Sindaco     |                  |
| 1960    | 1969      | Guerrino Balzan        | DC                                        | Sindaco     |                  |
| 1969    | 1970      | Iones Rossi            | DC                                        | Sindaco     |                  |
| 1970    | 1974      | Guerrino Balzan        | DC                                        | Sindaco     |                  |
| 1974    | 1979      | Giovanni Andreolli     | DC                                        | Sindaco     |                  |
| 1979    | 1980      | Francesco Cabria       | DC                                        | Sindaco     |                  |
| 1980    | 1981      | Natale Francato        | DC                                        | Sindaco     |                  |
| 1981    | 1985      | Giovanni Andreolli     | DC                                        | Sindaco     |                  |
| 1985    | 1990      | Pio Luigi Zambelli     | DC                                        | Sindaco     |                  |
| 1990    | 1995      | Pio Luigi Zambelli     | DC                                        | Sindaco     |                  |
| 1995    | 2000      | Pietro Gemelli         | centro-sinistra                           | Sindaco     |                  |
| 2000    | 2004      | Pietro Gemelli         | centro-sinistra                           | Sindaco     |                  |
| 2004    | 2009      | Luigi Ziviani          | centro-sinistra                           | Sindaco     |                  |
| 2009    | 2014      | Luigi Ziviani          | centro-sinistra                           | Sindaco     |                  |
| 2014    | 2019      | Angela Zambelli        | lista civica Insieme costruiamo il futuro | Sindaco     |                  |
| 2019    | 2024      | Angela Zambelli        | lista civica Insieme costruiamo il futuro | Sindaco     |                  |
| 2024    | in carica | Angelo Malaspina       | lista civica Orgoglio crespinese          | Sindaco     |                  |